# Вінницькі Вовки

«Вінницькі Вовки» — команда з американського футболу з міста  Вінниця.

## Історія американського футболу у Вінниці або історія "Вінницьких Вовків"
Ще під час Перебудови, в СРСР прийшла мода на все західне, а особливо американське. Саме в цей час на території Союзу почали з'являтися команди з американського футболу. Правил ніхто до пуття не знав, уся інформація черпалася з фільмів, журналів і від тих щасливчиків, які вживу бачили матчі з футболу в США. Екіпірування фірмового привезти було просто неможливо, в найкращому випадку у команд був справжній м'яч для американського футболу, а не регбійний. Після розпаду СРСР в Україні вже існувало декілька команд з американського футболу, в яких, в основному, тренувалися колишні спортсмени з досить солідними спортивними званнями і досягненнями. Це був надзвичайно модний західний вид спорту в країні, мешканці якої осанні 70 років існували в майже цілковитій ізоляції.

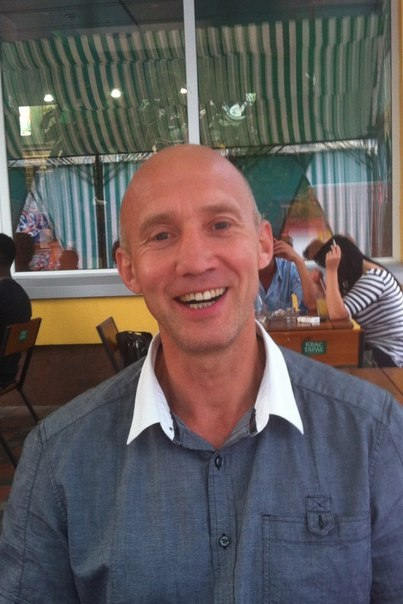
Олег Фімін

У Вінниці американський футбол з'явився завдяки Олегу Фіміну, спортсмену-легкоатлету, якому пощастило побувати в США і познайомитися з цим видом спорту. Приїхавши до рідної Вінниці він з легкістю зумів зібрати команду однодумців-спортсменів і створив команду "Вовки". Потужний поштовх у розвитку команди надав Ігор Авдеєв, гравець збірної Узбекистану з європейського футболу, який на той час переїхав до Вінниці.
Також в 1996 році однією з перших в Україні була створена Вінницька федерація американського футболу - ВФАФ, яку очолив бізнесмен та гравець команди Олег Березовський. Перші матчі команди були товариськими, але вже в 1997 році команда вперше взяла участь у Чемпіонаті України і зайняла призове 3-тє місце. Це був успіх! Найкращих гравців команди запросили до збірної України.
На той момент була започаткована традиція проводити 2 чемпіонати України: літній - основний, матчі якого проводилися на відкритому повітрі; зимовий - у закритих приміщеннях по правилам, схожим до арена футболу.
В 1998 році "Вовки" зуміли вибороти 2-ге місце в Зимовому чемпіонаті України, що затвердило команду в рейтингу найсильніших команд країни.
В 1999 році почав відчуватися спад популярності американського футболу в нашій країні - поступово спонсори почали покидати клуби, професійні спортсмени почали повертатися до своїх профільних спортивних секцій, глядачі почали прохолодніше ставитися до нашого виду спорту. Достойно представити місто на Чемпіонаті України в 2000 році команді не вдалося, однак, у Зимовому чемпіонаті "Вовки" займають 3-тє місце.
Розуміючи необхідність виховання нового покоління гравців, у 2000 році була відкрита дитяча секція з флаг-футболу. А в 2002 році проведений відкритий кубок України в м. Вінниця, в якому взяли участь 5 команд з України та 1 з Росії.
Саме в 2002 році доросла команда не маючи достатнього фінансового забезпечення, а відтак і достатньої кількості гравців припинила свою участь у Чемпіонаті України і своє існування. Дитяча команда протрималася ще 1 рік.
Аналогічна ситуація спостерігалася майже у всіх регіонах країни - команди почали занепадати, чемпіонату того рівня, який був наприкінці 90-х просто не існувало і не могло існувати. У 2005 році була створенаФедерація американського футболу України - ФАФУ, яку очолив Володимир Білоусов. Віце-президентом був обраний президент ВФАФ - Олег Березовський. Вже у наступному 2006 році за ініціативи ФАФУ були проведені перші всеукраїнські змагання зфлаг-футболу, в яких узяла участь і команда "Вінницькі Вовки". До її складу входили гравці дитячої команди з флаг-футболу, яка існувала з 2000 по 2003 рік. "Вовки" на першому Чемпіонаті України з флаг-футболу вибороли 2-ге місце з 6 команд

## Нове дихання
У 2005 році була створена федерація американського футболу України (ФАФУ), і почалось відродження команд. Все починалося з флаг-футболу (і вже зараз дійшло до повноцінного чемпіонату).У 2006 році пройшов перший чемпіонат України з флаг-футболу (після дуже затяжної перерви), у якому «Вінницькі Вовки» (зібралось кілька старих гравців і поїхали пограти) посіли друге місце.
У 2007 році знову ж таки відбувся чемпіонат України з флаг-футболу, і «Вінницькі Вовки» посіли останнє 6-те місце.
За відсутності екіпірованих команд та достатньої кількості гравців проведення змагань у форматі 11*11 не було можливим, тому доводилося задовольнятися чемпіонатами з флаг-футболу. У 2007 році знову відбувся Чемпіонат України з флаг-футболу, в якому також узяли участь 6 команд. З 2006 по 2008 рік в Україні почали відновлюватися старі команди, а також з'явилося декілька нових, що вже через рік дозволило провести відкритий Чемпіонат України! У Вінниці американський футбол і команду "Вовки" почали оживляти 3 ентузіасти - Євген Олійник, Олександр Білоконь та Євген Хомин.

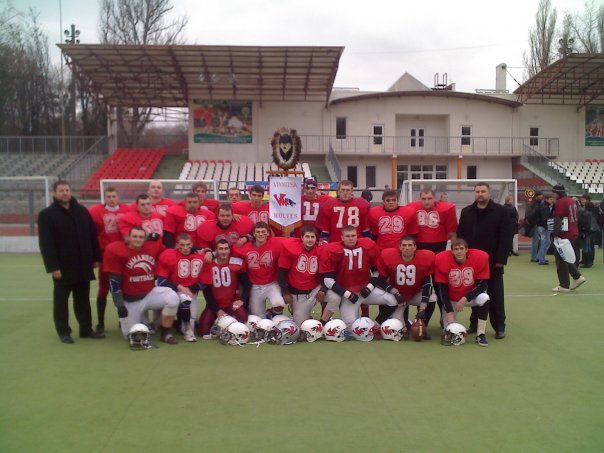
Кубок Федерації 2008 рік

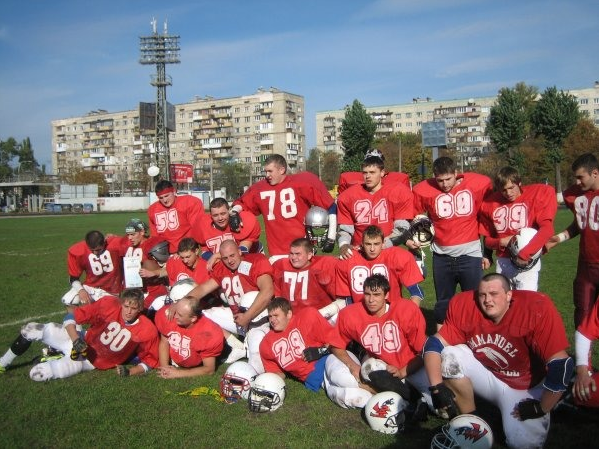
Команда "Вінницькі Вовки" 2008 рік

У 2007 році був розпочатий набір до відновленої команди "Вінницькі Вовки", яка вже менше ніж за рік була повністю укомплектована і зуміла зіграти свій перший матч з київською командою "Витязі", а через рік вже взяла участь в Чемпіонаті України.
Перший матч з американського футболу відновлена команда "Вінницькі Вовки" провела у м. Києві 19 жовтня 2008 року проти місцевої команди "Витязі".
В 2009 році на зборах гравців було прийнято рішення офіційно зареєструвати спортивний клуб. 12 травня 2009 року клуб "Вінницькі Вовки" був офіційно зареєстрований, президентом було обрано Олександра Білоконя, віце-президентом Євгена Хомина та Сергія Перегончука - секретарем. В цей період з'являються команди в Одесі та Дніпропетровську. Саме з цими колективами "Вовкам" доведеться розігрувати призові місця у наступних 2-х Чемпіонатах України першої ліги. В 2011 та 2012 році "Вовки" займають лише 3-тє місце, але вже у 2013 р., виходячи до фіналу Першої ліги, поступаються ужгородській команді "Лісоруби" і займають 2-ге місце. Цей матч відвідаларекордна на той час кількість глядачів - близько 2 тисяч!

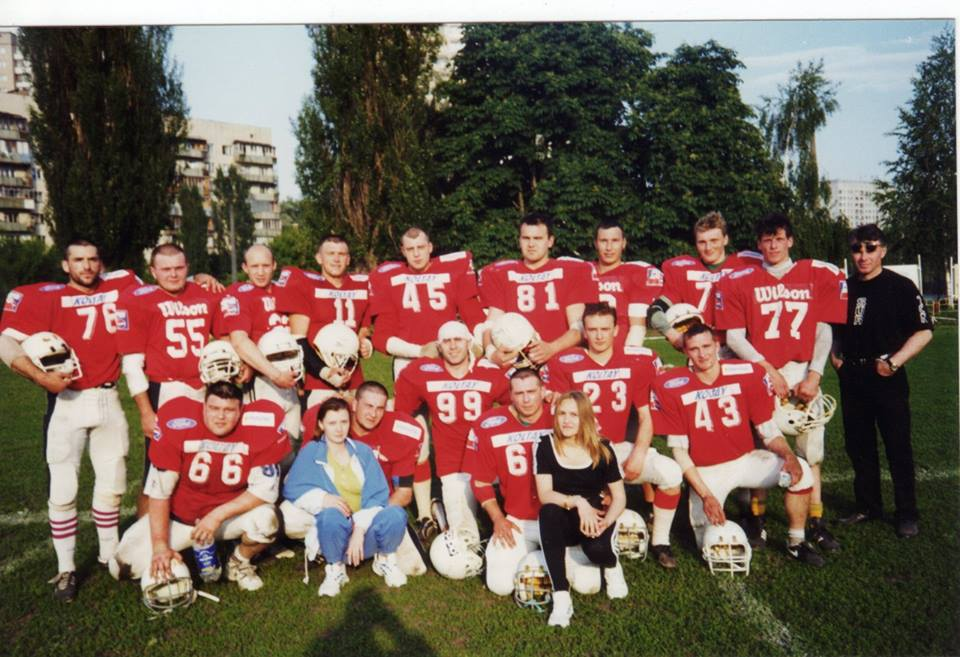
Команда "Вінницькі Вовки" 1999 рік

У 2009 році команда пережила оновлення і реконструкцію і узяла повноцінну участь в чемпіонаті України. Але, на жаль, здобути хоча б одну перемогу Вовки не змогли. Завершивши чемпіонат на останньому місці, керівництво команди вирішило не заявлятися в наступному чемпіонаті.
2010 пройшов під егідою тренувань і пошуку «нової крові». Так як в чемпіонаті Вовки не виступали, ігрової практики було мало, тому влітку було прийнято запрошення від одеситів на ODESSA BOWL 2010. Там і здобули першу перемогу нові Вовки (Одеські Пірати 6 - 32 Вінницькі Вовки). В цьому ж році проводився неофіційний Чемпіонат України з флаг-футболу, в якому «Вінницькі Вовки» вибороли 1-е місце.
У 2011 році команда зайняла 3-е місце в Чемпіонаті України в форматі арена футбол і 3-е місце у відкритому кубку Житомира з флаг-футболу.
У 2013 році 6 гравців "Вовків" були запрошені на відбір до збірної команди України з американсько
го футболу. 3 з них увійшли до її складу.

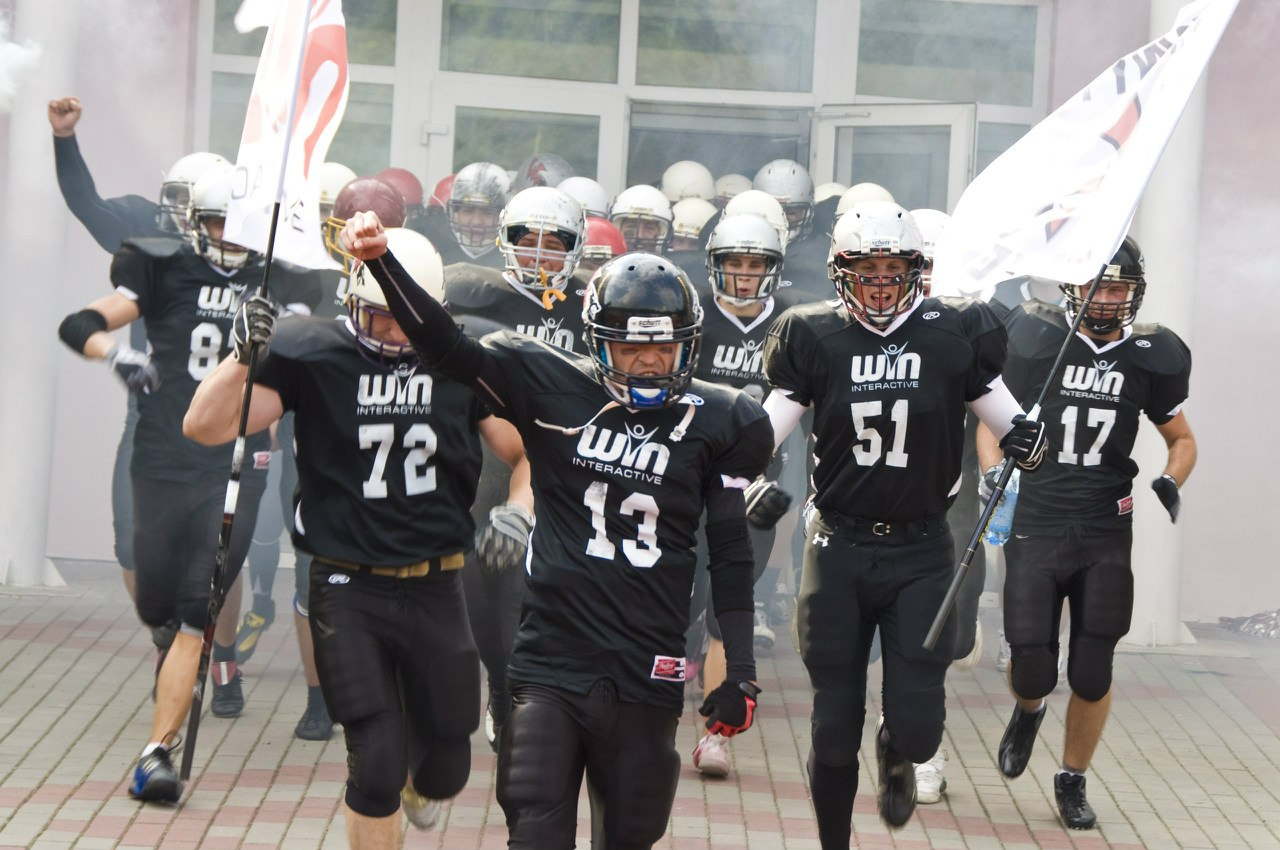
"Вовки" 2013 рік

З 2013 року команду активно підтримує спонсор - ІТ компанія Win Interactive. Розуміючи, що команда вже переросла Першу лігу, у 2014 році керівництвом команди було прийнято рішення виступати у Вищій лізі.
Зайняти призові місця команді у перший рік виступу у Вищій лізі не вдалося, однак, "Вовки" вибороли 2-ге місце у Чемпіонаті України з флаг-футболу.
Також у 2014 році у клубі "Вінницьких Вовків" з'явилося дві нових команди - жіноча команда з флаг-футболу "Вінницькі Вовчиці", а також команда з черліденгу - WolvesCheerleadingTeam.. Також гравці команди паралельно з американським футболом почали займатися лакросом. У 2014 році у Вінниці відбулося 2 історичні події - перший матч з флаг-футболу серед жіночих команд, в якому "Вовчиці" перемогли "Бульдожок" з Києва, а також перший турнір в Україні з лакросу, в якому "Вовки" зайняли 3-тє місце.

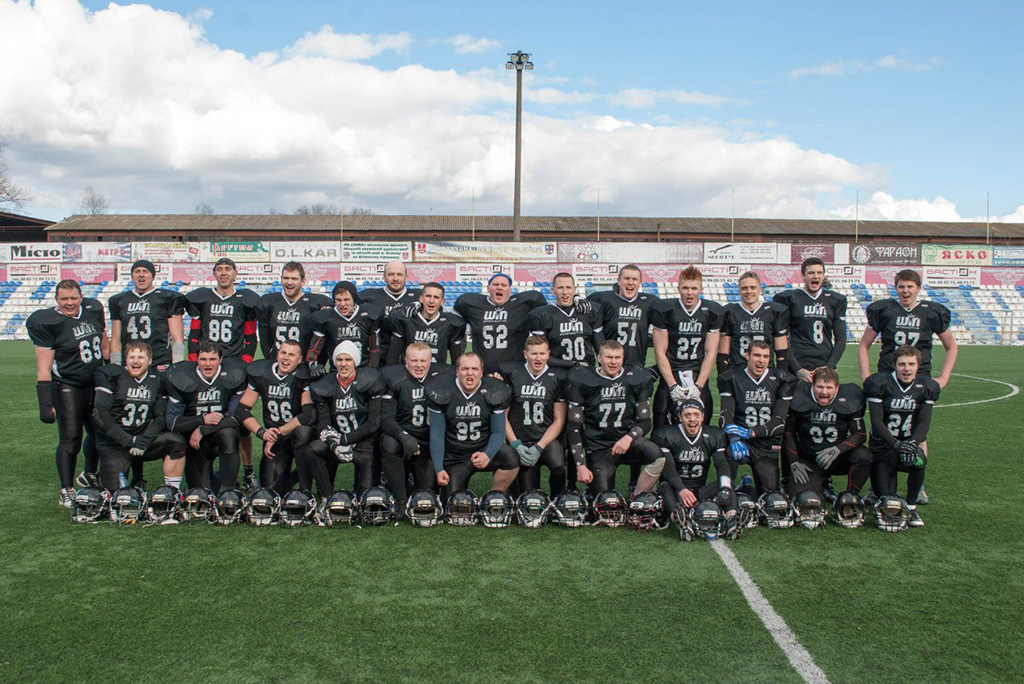
"Вовки" 2014 рік

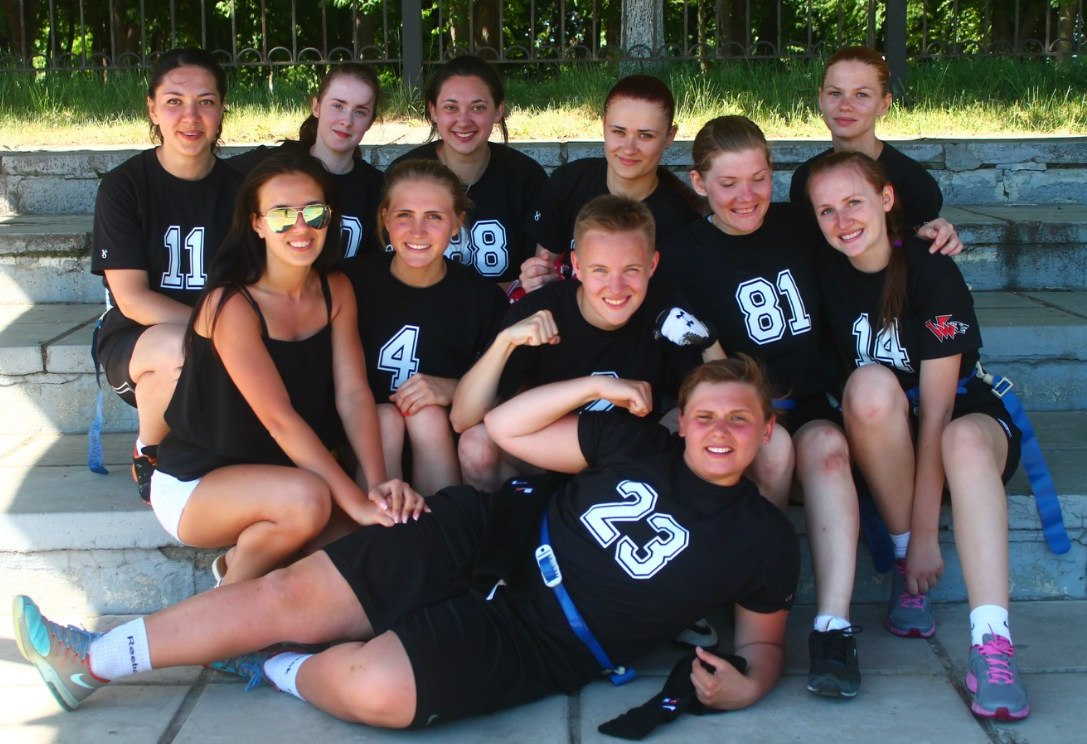
Жіноча команда з флаг-футболу

У Вінниці силами "Вовків" був проведений відкритий Чемпіонат України з флаг-футболу, в якому узяли участь 7 команд з України та 1 з Молдови. "Вовки" виборола 2-ге місце. Жіноча ж команда з флаг-футболу у 2015 році досягла надзвичайного результату - виграла перший в історії України чемпіонат з флаг-футболу серед жіночих команд. 

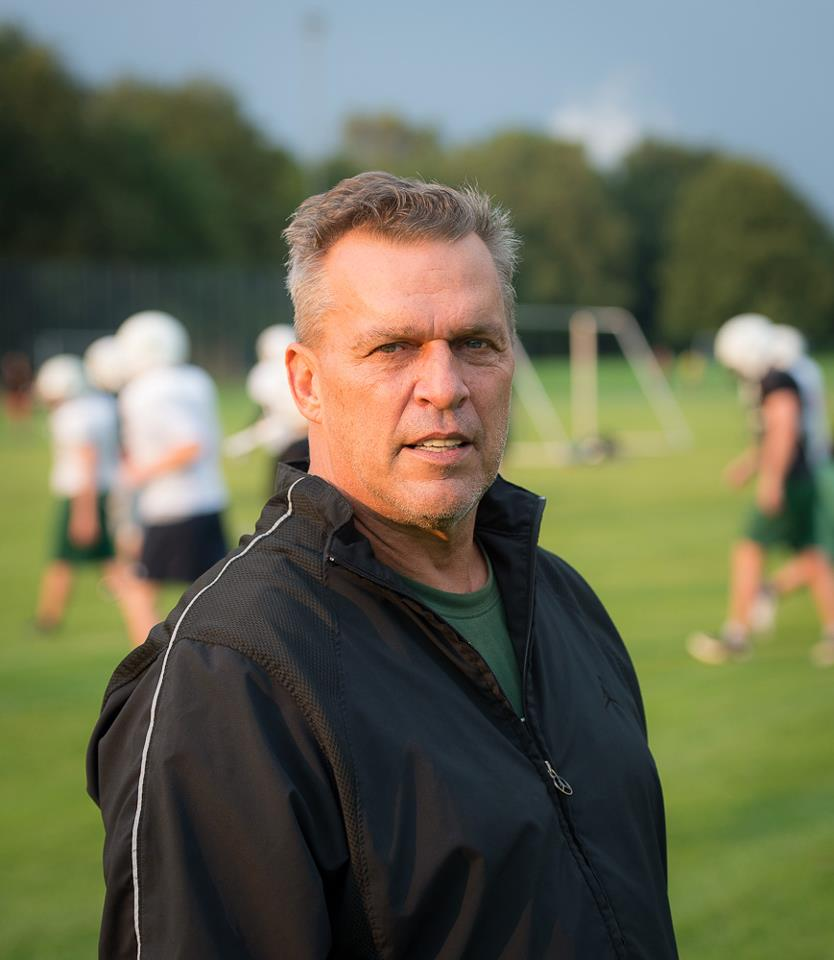
Дейл Хеффрон

Після не найкращого сезону керівництво команди вкотре задумалося над ідеєю залучення до тренувального процесу професійного тренера з США. Восени на цю посаду було запрошено Дейла Хеффрона - колишнього гравця НФЛ, тренера з 30 річним стажем. Однак, через стан здоров'я, він був змушений через 4 місяці залишити цю посаду.                  

## Вища ліга
У 2014 році команда розпочала грати уже у вищій лізі, де грали в груповій стадії з Київськими "Бандитами", Одеськими "Піратами" та Київськими "Вітязями".
Не зважаючи на велику перевагу над "Вітязями", команді не вистачило цього і "Вовки" не увійшли в плей-офф, втративши потрібні очки в іграх проти "Бандитів" та "Піратів". Але в кінці сезону, команда все ж таки отримала змогу зіграти товарисько-показовий матч з "Бандитами", замінивши Харківських "Атлантів", які не змогли приїхати на фінал ЧУ.

## УЛАФ
У 2017 році Вовки успішно виступають в Чемпіонаті України УЛАФ дивізіон В, регулярна частина сезону закінчилась без жодної поразки. Найзапеклішими супротивниками в сезоні були харківські "Атланти" та «Львівські Леви».  
В стадії плейофф Вовки отримали перемогу з київським "Джокерами" в півфіналі та програли харківським "Атлантам" у фіналі. Поразка була викликана відсутністю кількох ключових гравців, в тому числі американського легіонера, квотербека Браяна "Толіка" Гессела.

## Досягнення команди
- Чемпіонат України (Суперліга 11×11)
  -  Бронзовий призер (1): 1997

- 2008 року команда взяла участь у декількох турнірах:

- 1-ше місце у турнірі південно-західного дивізіону з флаг-футболу;

- 2-ге місце у Кубку Федерації;

- 4-те місце у Кубку України з арена футболу.

- 2009 рік — команда брала участь в чемпіонаті України та проводила товариські матчі.

- 2010 рік — вінницька команда виграла неофіційний чемпіонат України з флаг-футболу, та зайняла 2-ге місце на кубку Житомира з флаг-футболу, поступившись у фіналі «Київським Слов'янам».

- 2011 рік – бронзові призери Чемпіонату України Першої ліги.

- 2012 рік – бронзові призери Чемпіонату України Першої ліги. Переможці Кубка Львова з американського футболу.

- 2013 рік — срібні призери Чемпіонату України Першої ліги (у фіналі поступилися ужгородським «Лісорубам»). 6 гравців «Вовків» ввійшли до складу збірної України з американського футболу. Переможці Кубка Львова з американського футболу.

- 2014 рік — дебют у Чемпіонаті України Вищої ліги.

- 2017 рік — срібні призери Чемпіонату України УЛАФ дивізіон В (сезон закінчився з однією поразкою, у фіналі поступились харківським «Атлантам»).
- 2019 рік —  бронзові призери Зимового Кубку України з флаг-футболу.
- 2021 рік —  бронзові призери ULAF Super League та чемпіони Чемпіонату України з флаг-футболу  серед чоловіків.
- 2022 рік —  срібні призери Чемпіонату України з флаг-футболу серед чоловіків.
- 2023 рік —  переможці Чемпіонату України з флаг-футболу серед чоловіків та Кубку України з флаг-футболу серед чоловіків
- 2024 рік —  срібні призери Чемпіонату України з флаг-футболу серед чоловіків  та Кубку України з флаг-футболу серед чоловіків, переможці Манежного Чемпіонату України з флаг-футболу 4х4 та Пляжного Чемпіонату України з флаг-футболу 4х4

## Керівництво

### Олександр Білоконь
Президент команди/тренер (QB #13)

### Євген Хомин
Віце-президент/тренер (WR #87)

### Сергій Перегончук
Секретар клубу/тренер (LB # 09)